# Arturo Arcari
Arturo Arcari fue un actor que interpretó papeles secundarios en el cine de Argentina.Sus mejores trabajos los cumplió en Don Quijote del Altillo (1936), Una porteña optimista (1937) y Cantando llegó el amor (1938); varias veces actuó dirigido por Leopoldo Torres Ríos. También trabajó en la radiofonía y laboró en el teatro junto a Enrique Muiño en la obra Los muchachos de antes no usaban gomina en el Teatro Buenos Aires.

## Filmografía
Intervino en los siguientes filmes:
{{lista de columnas
Actor
- El centroforward murió al amanecer    (1961)
- Historia de una soga   (1956) …Don Isidoro
- Estrellas de Buenos Aires
- Adiós muchachos   (1955)
- En carne viva   (1955)
- La delatora   (1955)
- La telaraña   (1954)
- Misión en Buenos Aires (1954)
- El cura Lorenzo   (1954)
- Las tres claves   (1953)
- Sala de guardia   (1952)
- La niña de fuego   (1952)
- Vuelva el primero!   (1952)
- Como yo no hay dos   (1952)
- Suburbio   (1951)
- La mujer del león   (1951)
- Derecho viejo   (1951)
- Cinco locos en la pista   (1950)
- Piantadino    (1950)
- La barra de la esquina   (1950)
- El crimen de Oribe   (1950) …Américo
- Sacachispas    (1950)
- Los Pérez García    (1950)
- El regreso   (1950) …Jefe de Octavio
- El hijo de la calle   (1949)
- El hombre de las sorpresas   (1949)
- Fúlmine    (1949)
- Pantalones cortos   (1949)
- El nieto de Congreve   (1949) …Remendador
- La caraba   (1948)
- Rodríguez supernumerario   (1948)
- Pelota de trapo   (1948) …El gallego
- El misterio del cuarto amarillo    (1947) …Jefe de redacción
- La importancia de ser ladrón   (1944)
- Los chicos crecen    (1942)
- Alas de mi patria   (1939)
- El diablo con faldas   (1938)
- Cantando llegó el amor   (1938)
- Una porteña optimista   (1937)
- Mateo    (1937)
- El pobre Pérez   (1937)
- El cañonero de Giles   (1937)
- Ya tiene comisario el pueblo   (1936)
- Don Quijote del Altillo   (1936)

}}

## Teatro
- Un pajuerano en la ciudad con Jesús Gómez y Pilar Padín.
- La futura presidencia: El pueblo quiere saber de lo que se trata (1954) con Margarita Padín, Alberto Castillo, Adolfo Stray, Gogó Andreu, Vicente Forastieri, Ramón Garay, Alberto Dalbés y Antonio De Bassi.[2]